# Ensete ventricosum
Az Ensete ventricosum, más néven abesszin banán a banánfélék családjába tartozó lágy szárú növény. Háziasított változatát csak Etiópiában használják alapvető élelmiszerként. Eredetileg az afrikai fennsíkok keleti szélén élő növény, Dél-Afrikától észak felé Mozambikon, Zimbabwén, Malawin, Kenyán, Ugandán és Tanzánián át Etiópiáig, nyugat felé pedig Kongóig terjed, a magas esőzésű hegyek eredeiben, valamint erdős szurdokok és patakok mentén található meg.

## Jellemzői
A banánhoz hasonlóan az Ensete ventricosum nagy méretű, nem fás növény; monokarpikus, örökzöld, évelő lágy szárú növény (azaz nem fa), amely akár 6 méter magas is lehet. A levélalapok szorosan fedik egymást, és a nagy, banánszerű levelek akár 5 méter magasak és egy méter szélesek is lehetnek, lazacrózsaszín középső erezettel. A virágok csak egyszer, a növény életének végén, a növény közepén jelennek meg, hatalmas függő tirzusvirágzatként. Nagy rózsaszín előlevelek borítják. A gyökerek fontos táplálékot jelentenek, a termései viszont ehetetlenek (jellegtelenek, íztelenek) és kemény, fekete, kerek magvakkal rendelkeznek. Virágzás után a növény elpusztul.
A ventricosum specifikus név jelentése „pocakszerű kidomborulással az oldalán”.

## Felhasználása élelmiszerként
A növény Etiópia legfontosabb gyökérzöldsége, a sűrűn lakott déli és délnyugati régiókban élők alapvető élelmiszere. Az Ensete ventricosum számos szempontból értékes élelemforrás. Gumós gyökerét az év bármely szakaszában ki lehet termelni, akár éveken át. Viszonylag kis területen nagy hozammal rendelkezik, nagyobbal, mint a gabonafélék. A tengerszint felett 1200 métertől 3100 méterig termeszthető, így olyan helyeken élőket is táplál, ahol más nem terem meg. A belőle készült élelmiszerek hosszú ideig eltarthatók. A növény ellenálló a szárazsággal és az áradással, valamint más stresszfaktorokkal szemben is. Az 1970-es és 1980-as években Etiópiát sújtó szárazság és éhezés idején az abesszin banánt termelő régiókat nem veszélyeztette az éhínség.

## Galéria

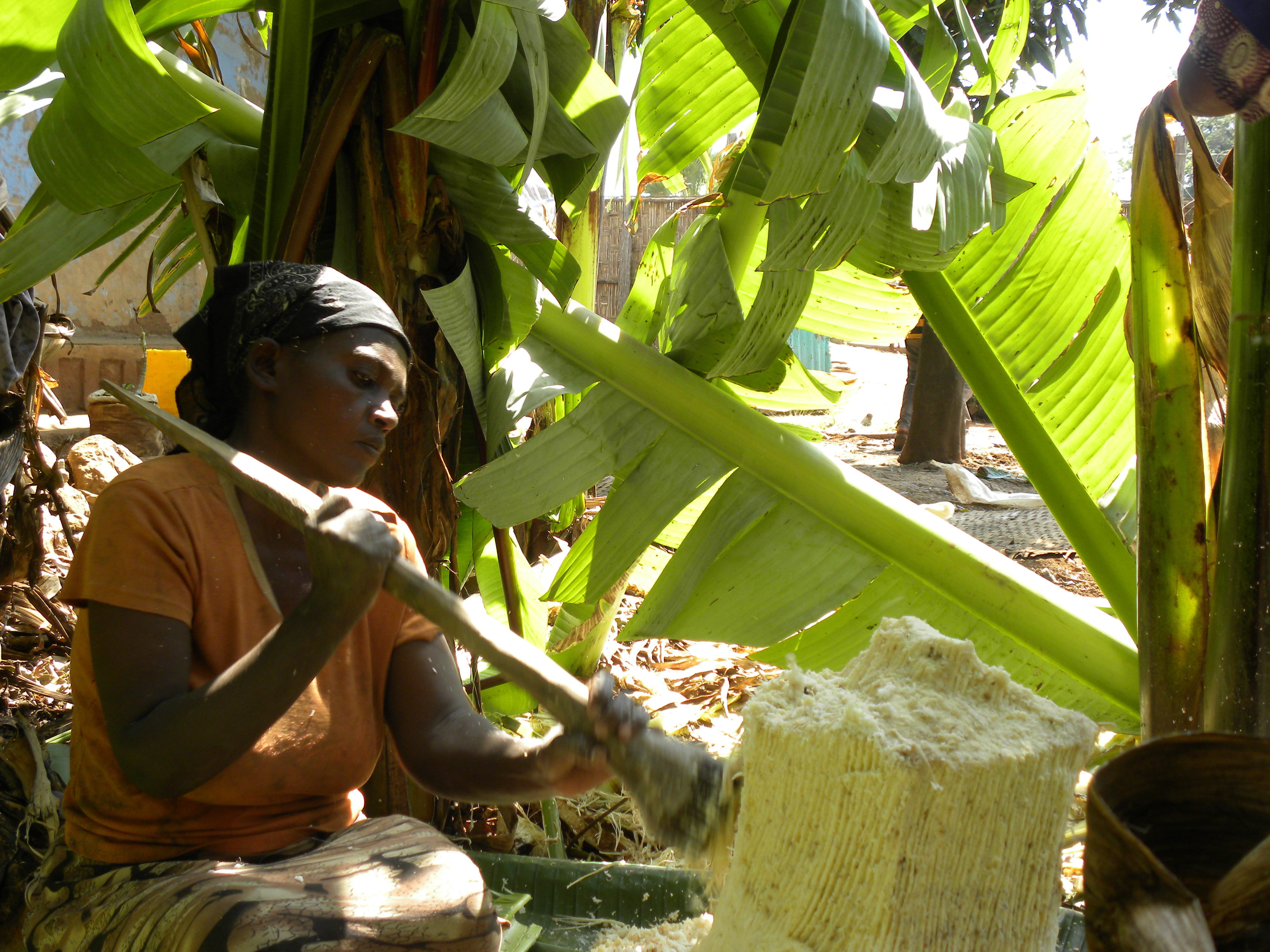
Kambaata nő az abesszin banán ehető részét fejti ki. Déli nemzetek, nemzetiségek és népek állam, Etiópia
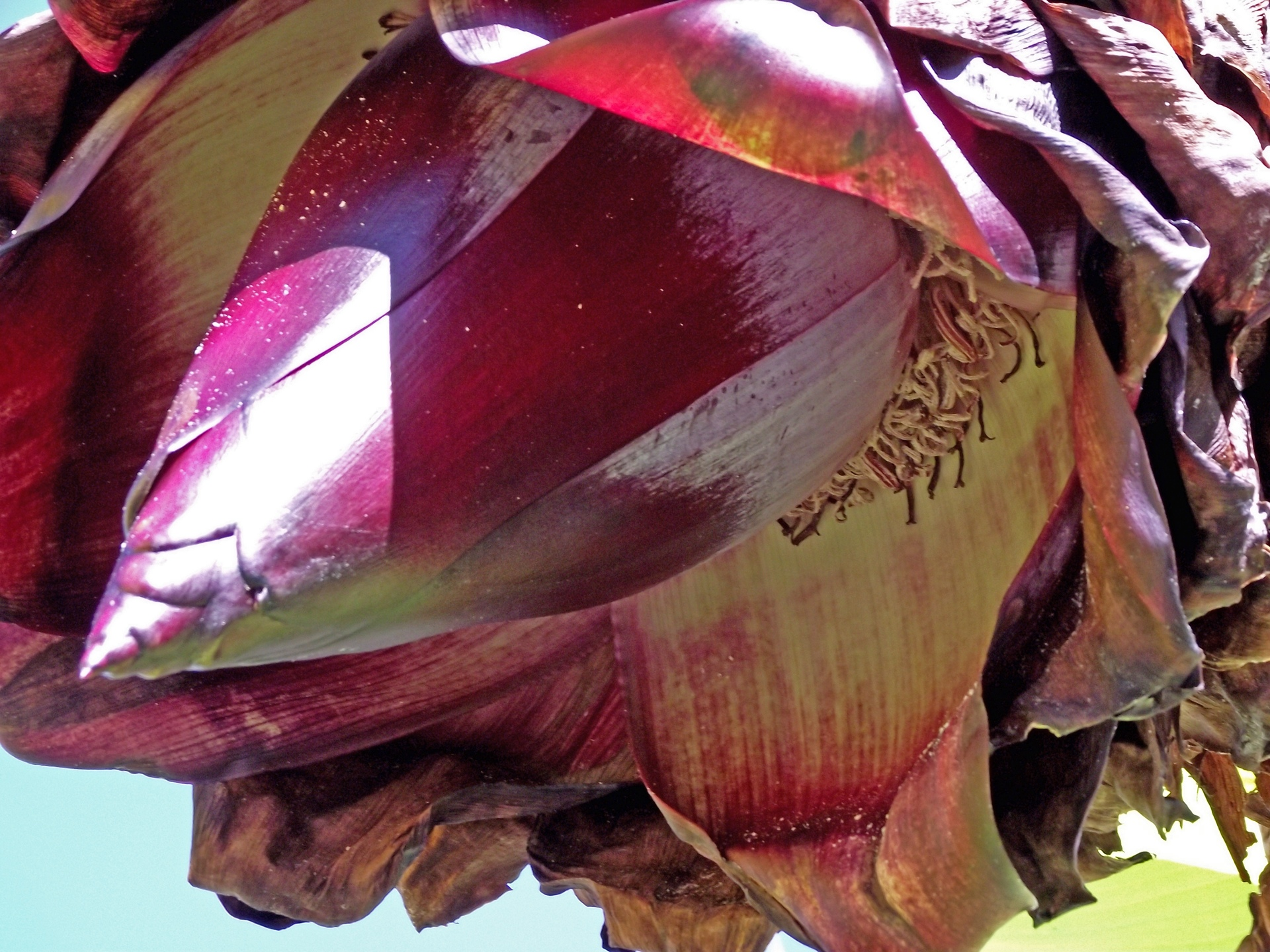
Virága
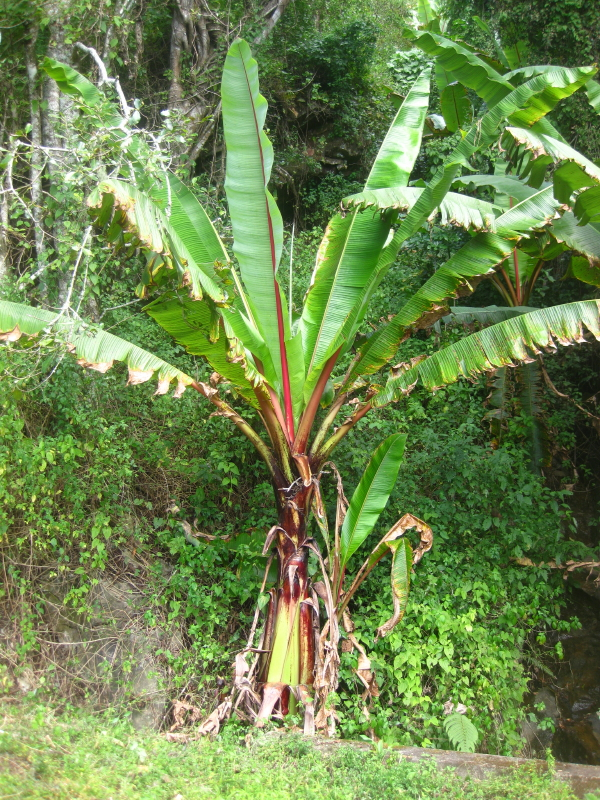
Növény a Tsetserra hegyen, Mozambikban
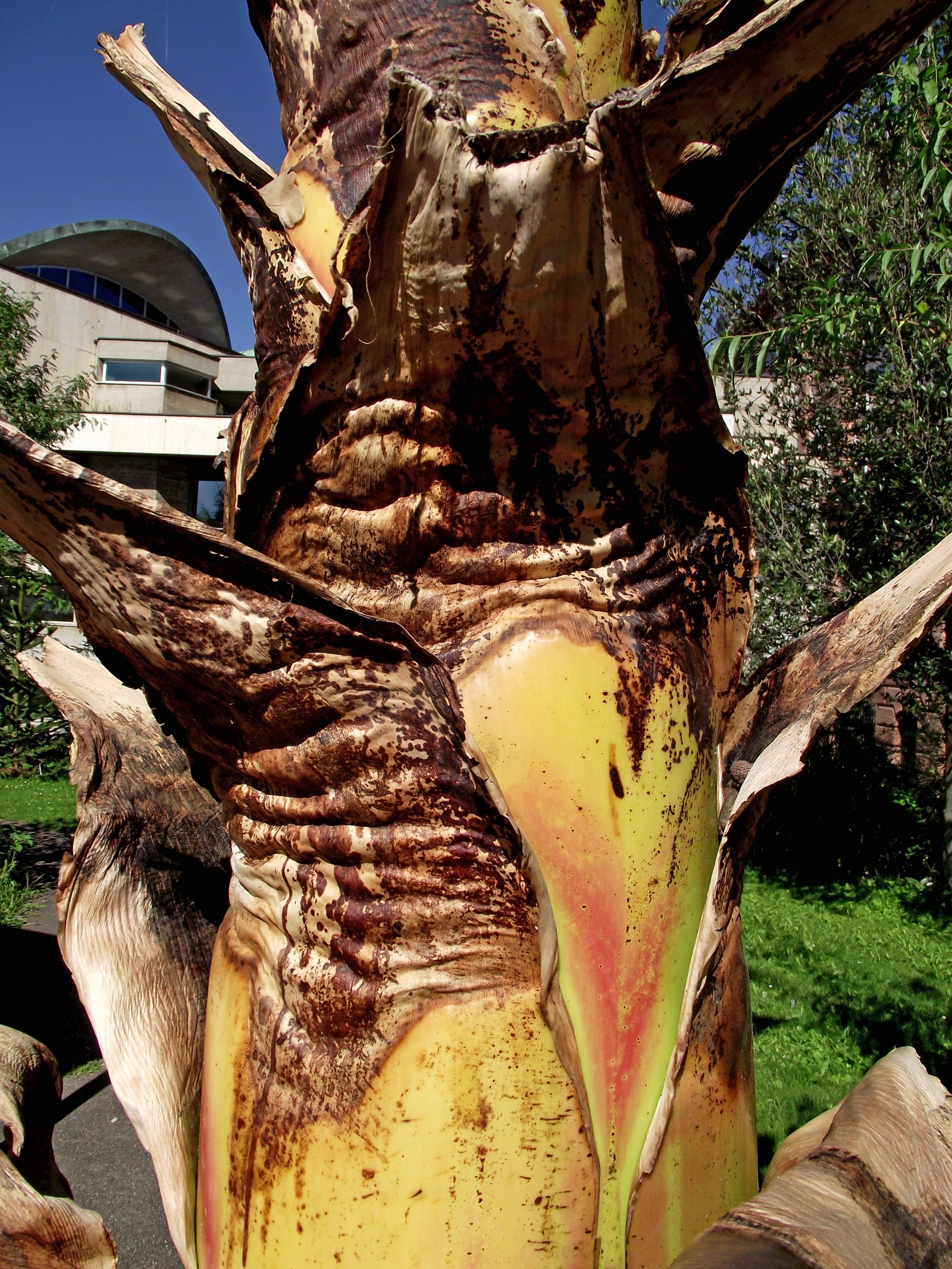
Szára